# Ivan Reitman
Ivan Reitman (Komárno, Checoslovaquia, 27 de octubre de 1946-Montecito, California, 12 de febrero de 2022) fue un director, productor, guionista y cineasta canadiense de cine y televisión de origen eslovaco, residente en Estados Unidos. Fue conocido por sus películas El pelotón chiflado (1981), Los cazafantasmas (1984), Los gemelos golpean dos veces (1988) y Dave (1993), entre otras. En 2001 ingresó en el Paseo de la Fama de Canadá, y en 2009 fue galardonado con la Orden de Canadá.

## Biografía
Hijo de sobrevivientes judíos del Holocausto, su familia emigró a Canadá en 1950. Estudió en el Oakwood Collegiate Institute en Toronto. Su primer trabajo como productor lo realizó en la estación de televisión CITY-TV de Toronto, el que dejó después de un año, para realizar estudios en la Universidad McMaster de la misma ciudad.
Posteriormente produjo dos películas del director David Cronenberg:  Vinieron de dentro (1974) y Rabia (1977). Su gran oportunidad llegó con las películas Animal House (1978), de la cual fue productor, y Los incorregibles albóndigas (1979) la cual dirigió. De ahí en adelante produjo y dirigió una serie de exitosas comedias en las décadas de 1980 y 1990, como El pelotón chiflado (1981), Los cazafantasmas (1984), Twins (1988) y Dave (1993), para ir desplazándose hacia la producción de películas, participando como productor ejecutivo y productor en películas como Beethoven (1992), Partes privadas (1997) y otras.
Fue el propietario de la productora cinematográfica The Montecito Picture Company, la cual fundó en el 2000. Recibió en 2009 la Orden de Canadá, en el grado de Oficial, por sus contribuciones como director y productor, y por su promoción de la industria del cine y la televisión de Canadá En el 2011 estrenó el filme Sin compromiso, dirigido por él.
Estuvo casado con la actriz canadiense Geneviève Robert desde 1976. Tuvo un hijo, Jason Reitman (n.1977), también director, y dos hijas, Catherine Reitman (n.1981), actriz, y Caroline Reitman (n. 1988), también actriz.

## Filmografía
| Año  | Título                          | Notas                 |
| ---- | ------------------------------- | --------------------- |
| 1968 | Orientation                     | (cortometraje)        |
| 1971 | Foxy Lady                       |                       |
| 1973 | Chicas caníbales                |                       |
| 1978 | National Lampoon's Animal House |                       |
| 1979 | Los incorregibles albóndigas    |                       |
| 1981 | El pelotón chiflado             |                       |
| 1984 | Los cazafantasmas               |                       |
| 1986 | Peligrosamente juntos           |                       |
| 1988 | Twins                           |                       |
| 1989 | Ghostbusters II                 |                       |
| 1990 | Kindergarten Cop                |                       |
| 1993 | Dave, presidente por un día     |                       |
| 1994 | Junior                          |                       |
| 1996 | Space Jam                       | (Productor)           |
| 1998 | Six days, seven nights          |                       |
| 2001 | Evolution                       |                       |
| 2006 | Mi súper ex novia               |                       |
| 2011 | No Strings Attached             |                       |
| 2014 | Draft Day                       |                       |
| 2016 | Ghostbusters                    | (productor ejecutivo) |
| 2017 | Baywatch                        | (productor)           |
| 2021 | Ghostbusters: Afterlife         | (productor ejecutivo) |

## Premios y distinciones
Premios Óscar
| Año  | Categoría      | Película      | Resultado |
| ---- | -------------- | ------------- | --------- |
| 2010 | Mejor película | Up in the Air | Nominado  |